# Charaxes lichas
Charaxes lichas är en fjärilsart som beskrevs av Doubleday 1849. Charaxes lichas ingår i släktet Charaxes och familjen praktfjärilar. Inga underarter finns listade i Catalogue of Life.